# Landschaftsschutz
Der Landschaftsschutz ist ein Aufgabengebiet der Landschaftsplanung. Er kümmert sich um die Belange des Naturschutzes, des Umweltschutzes, der Nutzung natürlicher Ressourcen, der Erholungsvorsorge und um Belange der Denkmalpflege gleichermaßen. Der Landschaftsschutz beschäftigt sich damit auch mit dem Erhalt von Kulturgütern wie Kapellen, mit Erholungsinfrastruktur (z. B. Wanderwege, Reitanlagen) und mit Konzepten für einen „sanften Tourismus“.

## Ziele
Meist zu Erholungszwecken steht beim Landschaftsschutz in der Regel die menschliche Nutzung einer Landschaft im Vordergrund. Der Landschaftsschutz soll diese Nutzung unschädlicher für Natur und Landschaft machen und weiterhin gewährleisten. Der Naturschutz hingegen konzentriert sich auf den Erhalt bestimmter bedrohter Arten oder Biotope.
Der Schutz einer Kulturlandschaft bezweckt häufig einen oder mehrere der folgenden Punkte:
- längerfristige Sicherstellung der Nutzbarkeit von natürlichen Ressourcen,
- Erhaltung, Entwicklung und Wiederherstellung der Leistungsfähigkeit (auch eines geschädigten) Naturhaushaltes,
- Erhaltung oder Wiederherstellung des Landschaftsbildes,
- Erhaltung und Förderung der Erholungseignung von Natur und Landschaft,
- Erhalt von kulturhistorischen Besonderheiten einer Landschaft einschließlich ihrer Siedlungen,
- Erhalt von selten gewordenen Landnutzungsformen, Einzeldenkmälern, Naturdenkmälern usw.

### Landschaftsschutzgebiet
Das wichtigste Instrument ist das Landschaftsschutzgebiet. Den Aufgaben des Landschaftsschutzes gemäß können die Schutzzwecke sehr vielfältig sein und unterschiedlich strenge Verbote und Gebote erforderlich machen. Sie werden in einer Satzung verabschiedet und können von bloßen Empfehlungen für die Landwirtschaft über konkrete Maßnahmen wie Wiederaufforstung, Wiedervernässung u. ä., bis hin zu absoluten Bauverboten reichen.
Landschaftsschutzgebiete werden meist in Landschaften ausgewiesen, die den Anforderungen an ein Naturschutzgebiet nicht gerecht werden.

### Geschichte
Im Jahr 1902 erließ Wilhelm II. als König von Preußen das „Gesetz gegen die Verunstaltung landschaftlich hervorragender Gegenden“. Der Landschaftsschutz hatte damit eine rechtliche Grundlage. Unter dem Begriff Heimatschutz gab es eine breite Bewegung mit Zielen wie Schutz des Landes, der Volkskultur und der Naturdenkmäler, die sich z. B. im Bund Heimatschutz organisierte. Die Einrichtung von Naturschutzparks und mehr „Landespflege“ wurden gefordert, über Erhaltung hinaus, es ging um Gestaltung durch Aufforstung, Anlagenbau u. a. m. Diesen Begriff prägte 1907 Robert Mielke.
In der Weimarer Verfassung von 1919 hieß es in Art. 150: „Die Denkmäler der Kunst, der Geschichte und der Natur sowie die Landschaft genießen den Schutz und die Pflege des Staates.“ Seit 1920 ermöglichte das Preußische Feld- und Forstpolizeigesetz, Naturschutzgebiete auszuweisen, was 1921 im Neandertal bei Düsseldorf erstmals geschah. Die Lüneburger Heide und das Siebengebirge folgten. Konflikte gab es um die Zugänglichkeit von privaten Grundstücken (Wald, Ufergrundstücke) für Erholungssuchende. 1922 verabschiedete der Preußische Landtag das „Gesetz zur Erhaltung des Baumbestandes und Erhaltung und Freigabe von Uferwegen im Interesse der Volksgesundheit“. Der Schlosspark in Berlin-Lichterfelde wurde nach diesem Gesetz zum ersten Schutzgebiet in Berlin. Bis 1933 gab es in Preußen über 400 Schutzgebiete. Im NS-Staat wurden alle Landschaftsschutzverbände im Reichsbund Volkstum und Heimat gleichgeschaltet. Ein großer Schritt war das Reichsnaturschutzgesetz von 1935, auch wenn es kaum umgesetzt wurde. In der „Verkündung der Reichsnaturschutzbehörde“ von 1942 hieß es: „Im Reichsforstamt wird die Abteilung Naturschutz (Oberste Naturschutzbehörde) zu einer ‚Abteilung für Naturschutz und Landschaftspflege’ ausgebaut. Die Landschaftspflege umfasst die Landschaftsgestaltung und den Landschaftsschutz.“
Nach dem Wiederaufbau kam es zu neuen Initiativen im Landschaftsschutz. Das Manifest Grüne Charta von der Mainau ist am 20. April 1961 von 16 Personen unterzeichnet worden, die damals auf dem Gebiet des Natur- und Landschaftsschutzes in der BR Deutschland einen Namen hatten. Der daraus erwachsene Deutsche Rat für Landespflege steht unter der Schirmherrschaft des Bundespräsidenten. Um 1970 entstanden viele lokale Initiativen zur Umweltpolitik.
Das Landschaftsschutzgebiet als eigenständige Schutzgebietskategorie existiert erst seit der Einführung des § 15 Bundesnaturschutzgesetz 1976. Im internationalen Kategoriensystem der IUCN entspricht das Landschaftsschutzgebiet in der Regel der Kategorie V (geschützte Landschaft). Im Vergleich zu anderen Schutzgebietskategorien besitzt es eine eher geringe Schutzintensität. Wegen ihrer Anzahl und teils beachtlichen Größe von bis zu 231.000 Hektar (LSG „Bayerischer Wald“) haben Landschaftsschutzgebiete im deutschen Schutzsystem eine wichtige Funktion.
Ein Beispiel für den Landschaftsschutz bot der 1972 beschlossene Alpenplan als Teilabschnitt des Landesentwicklungsprogramms Bayern (LEP), der bei dessen Inkrafttreten 1976 als Abschnitt Erholungslandschaft Alpen übernommen wurde. Der Alpenplan wurde als vorbeugendes Konzept zur Verhinderung von Übererschließung, zur Sicherung des Naturraumes, zur Verminderung des Gefahrenpotenzials durch Lawinen und Erosion und zur Sicherung des Gebietes für die Erholung aufgestellt. Zur Verwirklichung dieser Ziele ist der bayerische Alpenraum in drei Zonen eingeteilt, die je nach Art unterschiedliche Infrastrukturmaßnahmen erlauben oder untersagen.